# Claire Allan
Pour les articles homonymes, voir Allan.

a Compétitions nationales et continentales officielles uniquement.

b Matchs officiels uniquement.
Dernière mise à jour le 15 janvier 2024.
Claire Allan, née le 7 mai 1985 à Isleworth (Angleterre), est une joueuse anglaise de rugby à XV, occupant le poste de centre.

## Carrière
Claire Allan connaît les sélections de jeunes, des moins de 19 ans, de rugby à sept et chez les A avant de franchir le dernier palier. 
Elle fait ses débuts internationaux avec l'Équipe d'Angleterre féminine de rugby à XV contre l'Écosse, à l'occasion du Tournoi des Six Nations féminin 2007.
En 2016, elle participe avec équipe de Grande-Bretagne de rugby à sept à l'épreuve de rugby à sept des Jeux olympiques de Rio de Janeiro.
Elle annonce la fin de sa carrière sportive en juin 2019.